# 度沙德拉馬足球會
兹拉马光荣竞技俱乐部（Gymnastikos Syllogos Doxa Drama），希腊兹拉马市的一个足球俱乐部。现在参加希腊足球甲级联赛。